# Томбондія
Томбонді́я (англ. Tombondiya) — вища традиційна громада у складі дистрикту Муландже Південного регіону Малаві.
Населення — 24103 особи (2018).